# 8560 Tsubaki
8560 Tsubaki è un asteroide della fascia principale. Scoperto nel 1995, presenta un'orbita caratterizzata da un semiasse maggiore pari a 2,9578084 UA e da un'eccentricità di 0,0709438, inclinata di 13,40187° rispetto all'eclittica.